# Мурашин Олександр Геннадійович
Олекса́ндр Генна́дійович Мура́шин (нар. 28 лютого 1961, Київ — 18 грудня 2016) — український науковець, доктор юридичних наук, професор, член-кореспондент НАПрН України.

## Короткий життєпис
Родина Мурашиних — потомственні юристи. Дід — Мурашин О. М. закінчив військову службу генерал-майором юстиції, батько — Мурашин Геннадій Олександрович, член-кореспондент НАПрН України, Заслужений юрист України, Почесний працівник Прокуратури України.
Народився у Києві. У 1982 році закінчив Київський державний університет ім. Т. Г. Шевченка за спеціальністю «Правознавство». У 1982—1985 навчався в аспірантурі юридичного факультету цього університету (кафедра теорії держави та права). 1985 захистив кандидатську дисертацію на тему «Безпосередня демократія: функції та механізм дії».
1985—1989 працював у Київській вищій школі МВС СРСР на кафедрі державно-правових дисциплін. 1989—2006 пройшов шлях від викладача до професора кафедри теорії держави та права, начальника Навчально-наукового інституту підготовки управлінського персоналу органів внутрішніх справ Академії управління МВС (2007—2008).
1994 присвоєно вчене звання доцента. Дисертацію на здобуття наукового ступеню доктора юридичних наук захистив 14 листопада 2001 року у спеціалізованій вченій раді Київського національного університету імені Тараса Шевченка, за спеціальністю: 12.00.01 — теорія держави та права; історія політичних і правових вчень. Тема дисертації: «Акти прямого народовладдя у правовій системі».
2006 присвоєно почесне звання «Заслужений юрист України».
Із 2008 р. працював у Відкритому міжнародному університеті розвитку людини «Україна»: професором кафедри теорії та історії держави і права, директором Інституту права і суспільних відносин (2009—2010), завідувачем кафедри теорії та історії держави і права (із 2010) (пізніше — теорії права та міжнародної інформації). Очолював спеціалізовану вчену раду по захисту дисертацій на здобуття наукового ступеня доктора (кандидата) юридичних наук.
Під науковим керівництвом О. Мурашина захищено 11 кандидатських дисертацій.
2010 обрано член-кореспондентом Національної академії правових наук України (відділення теорії та історії держави і права).
Передчасно пішов з життя 18 грудня 2016 року.

## Наукові інтереси
Основні навчальні курси, які викладав: «Теорія держави і права», «Актуальні проблеми теорії держави і права».
Досліджував проблеми представницької та безпосередньої демократії, реформування правової системи України, правове моделювання, забезпечення і захист прав осіб із інвалідністю тощо.

## Наукові праці
Автор понад 130 наукових праць, із них 4 монографії, 9 підручників та посібників (у тому числі із грифом МОН України), 16 статей у зарубіжних наукових виданнях. 
Основні публікації:
- Мурашин О. Г. Загальна теорія держави і права : підруч. для студентів ВНЗ / Відкритий міжнар. ун-т розвитку людини "Україна". — Київ : Ун-т "Україна", 2014. — 560 c.
- Розвиток вітчизняних правових інститутів в умовах демократичних процесів : монографія / Патей-Братасюк М.Г., Гвоздецький В.Д., Мурашин О. Г. [та ін.] ; за заг. ред. М. Г. Патей-Братасюк ; Акад. упр. МВС. — К. : Вид-во Європ. ун-ту, 2010. — 368 с.
- Трансформація правової системи України: євроінтеграційний вимір : [монографія] / В. Д. Гвоздецький, О. Г. Мурашин, М. Г. Патей-Братасюк, С. Г. Благовісний, В. М. Братасюк, О. І. Логвиненко; Акад. упр. МВС України. — К. : Логос, 2009. — 378 c.
- Загальна теорія держави і права: Підручник. — 3-є видання, стереотипне [Текст] / О. Г. Мурашин, М. С. Кельман, Н. М. Хома / — Львів: «Новий Світ-2000», 2007. — 584 с.
- Загальна теорія держави та права: Підручник [Текст] / О. Г. Мурашин, М. С. Кельман / — Київ: Кондор, 2006. — 477 с.
- Теорія держави і права (схеми, таблиці, поняття): Навчальний посібник [Текст] / О. Г. Мурашин, М. С. Кельман, Н. В. Сухицька / — К.: Центр навчальної літератури, 2006. — 148 с.
- Загальна теорія держави та права: Підручник [Текст] / О. Г. Мурашин, М. С. Кельман, О. В. Фатхутдінова. — К.: КУТЕП, 2004. — 337 с.
- Мурашин О. Г. Акти прямого народовладдя у правовій системі; Нац. акад. внутр. справ України. — К. : Знання, 1999. — 183 c.
- Мурашин А.Г. Непосредственное народовластие в системе социалистического самоуправления народа. — Киев, 1989. — 197 с.